# Santiago Cortés (futebolista)
Santiago Cortés Méndez (San Salvador, 19 de janeiro de 1945 - 25 de julho de 2011) foi um futebolista profissional salvadorenho, que atuava como defensor.

## Carreira
Santiago Cortés fez parte do elenco da histórica Seleção Salvadorenha de Futebol da Copa do Mundo de 1970, ele atuou em duas partidas. 